# Anthony Lant
Anthony Lant es un batería inglés de thrash metal y black metal, hermano de Conrad Thomas Lant del grupo Venom. Participó con Venom en el año 2000 tras la salida del batería original Abbadon, graba tres álbumes y en abril del 2009 decide abandonar la banda para fundar la banda de thrash metal Def Con One.
En octubre de 2009 se unió a la banda Dryll, volviendo a tocar después de casi 10 años con el guitarrista Mantas (ex-Venom).
Como influencias cita a músicos como Eric Carr, Randy Castillo o Mick Tucker.

## Equipo
- Bombo Mapex Saturn Series[3]
- Tambores Black Panther Snare
- Timbales Sabian
- Micrófonos Shure
- Pedales Hansenfutz

## Discografía

### Venom
- 2000: Resurrection[4]
- 2006: Metal Black[5]
- 2008: Hell[6]

### Def. Con. One
- 2008. Blood Soaks The Floor[7]